# Klara Zamenhof
Klara Zamenhof (născută Silbernik; n. 5 octombrie 1863, Kovno, Imperiul Rus – d. 6 decembrie 1924, Varșovia, Polonia) a fost o esperantistă poloneză de origine evreiască lituaniană. A fost căsătorită cu Ludovic Lazar Zamenhof, inventatorul limbii Esperanto. Pentru a-l ajuta pe soțul ei să publice primul manual de Esperanto, Una Libro, i-a dat zestrea sa de zece mii de ruble.

## Biografie
S-a născut la 6 octombrie 1863 în Kaunas, Lituania, atunci parte a Imperiului Rus sub numele de Kovno. A fost cea mai mare fiică a lui Alexander Sender Silbernik și a soției sale Golda Silbernik, bogați negustori evrei din Kovno.
După mulți ani de dezvoltare a limbajului, L. L. Zamenhof a finalizat Unua Libro în primăvara anului 1885 și a petrecut următorii doi ani în căutarea unui editor care s-o publice. În 1887, la scurt timp după ce s-a căsătorit cu Klara, noul său socru Aleksandr Silbernik l-a sfătuit să folosească banii din zestrea Klarei (zece mii de ruble rusești) pentru a găsi un editor. La sfatul său, Zamenhof a găsit un editor în Varșovia, Chaim Kelter.

## Contribuții la Esperanto
De-a lungul vieții, ea a fost asistenta soțului ei, servind adesea ca secretară personală. După moartea prematură a soțului ei, la 14 aprilie 1917, ea s-a ocupat de promovarea în continuare a limbii Esperanto. Klara a continuat dezvoltarea unei comunități centrate în jurul limbii și și-a sprijinit fiica, Lidia, care s-a format ca profesoară de Esperanto în Europa și Statele Unite ale Americii. În 1921 a inițiat crearea Societății de Esperanto Concordo din Varșovia. A participat la toate Congresele Universale de Esperanto din 1905 până în 1924.

## Viață personală
Klara a fost căsătorită cu Ludwik Lejzer Zamenhof din 1887 până  la 14 aprilie 1917 și a avut trei copii cu acesta: Adam (1888-1940, fizician), Lidia (1904-1942, scriitoare) și Zofia (1889-1942, medic pediatru). Toți trei au fost uciși în Holocaust.
Klara a murit la Varșovia la 6 decembrie 1924 și este îngropată în cimitirul evreiesc din oraș.